# نامال راجاباكسا
نامال راجاباكسا (بالتاميلية: நாமல் ராசபக்ச)‏ (و. 1986 – م) هو سياسي، ولاعب اتحاد الرغبي، ومحامي من سريلانكا . تولى منصب عضو برلمان سريلانكا .
وهو عضو في حزب الحرية السريلانكي .

## التعليم
تعلم في S. Thomas' College, Mount Lavinia، وسيتي يونفيرسيتي لندن.